# Nikolaj Černeckij
Nikolaj Nikolaevič Černeckij (in russo Николай Николаевич Чернецкий?; Biškek, 29 novembre 1959) è un ex velocista sovietico, specializzato nei 400 metri piani.

## Biografia
Nel 1978 fu campione europeo indoor dei 400 metri piani, mentre nell'edizione del 1980 dei campionati europei indoor di atletica leggera conquistò la medaglia di bronzo. Sempre nel 1980, a Mosca 1980 fu campione olimpico della staffetta 4×400 metri, mentre fu eliminato nelle semifinali dei 400 metri piani. Nel 1983 vinse il titolo mondiale nella staffetta 4×400 metri.
Fu anche tre volte campione sovietico: due nei 400 metri piani e una nella staffetta 4×400 metri.
Dopo il ritiro dall'attività sportiva lavorò come allenatore di atletica leggera ed emigrò in Italia dopo la caduta dell'Unione Sovietica. Negli anni 1980 sposò la triplista Iolanda Chen

## Palmarès
| Anno | Manifestazione  | Sede         | Evento      | Risultato  | Prestazione | Note |
| ---- | --------------- | ------------ | ----------- | ---------- | ----------- | ---- |
| 1978 | Europei indoor  | Milano       | 400 m piani | Oro        | 46"29       |      |
| 1980 | Europei indoor  | Sindelfingen | 400 m piani | Bronzo     | 46"72       |      |
| 1980 | Giochi olimpici | Mosca        | 400 m piani | Semifinale | 45"94       |      |
| 1980 | Giochi olimpici | Mosca        | 4×400 m     | Oro        | 3'01"08     |      |
| 1983 | Mondiali        | Helsinki     | 4×400 m     | Oro        | 3'00"79     |      |

## Campionati nazionali
- 2 volte campione sovietico assoluto dei 400 metri piani (1979 e 1980)
- 1 volta campione sovietico assoluto della staffetta 4×400 metri (1979)